# Narcissus pallidulus
Narcissus pallidulus es troba classificat dins de la secció Apodanthi A. Fern., dins el gènere Narcissus. Degut a la seva gran varietat de tàxons, aquesta espècie es considera més aviat una subespècie de N. triandrus, és a dir, N. triandrus subsp. pallidulus. Aquesta última seria la varietat més meridional de l'espècie, amb zones de contacte entre les dues varietats donant-se poblacions amb característiques barrejades o intermèdies.
N. triandrus subsp. pallidulus presenta de una a dues fulles de secció semicircular amb diverses estries longitudinals. Les flors són d'un groc pàl·lid rares vegades arriba a un groc de color més viu. Els tèpals externs són en general més aviat més curts que el tub. La seva distribució es dona en prats, roquissars, clarianes de matollar i zones obertes d'alzinars, rouredes o pinedes. L'altitud a la que habita és de 150-1.800 metres sobre el nivell del mar i la seva floració és més aviat de febrer al maig. La seva localització es troba cap al centre de la península Ibèrica, Sistema ibèric i zones limítrofes, Sistema Central fins a la serra d'Aracena, serres bètiques i penibètiques.